# (1028) Lydina
(1028) Lydina est un astéroïde de la ceinture principale découvert le 6 novembre 1923 par l'astronome russe Vladimir Albitzky qui le nomma d'après le prénom de sa femme Lydia.

Sa désignation provisoire était 1923 PG.